# 奥山章雄
奥山 章雄（おくやま あきお、1944年10月 - ）は、日本の公認会計士である。日本公認会計士協会会長、中央青山監査法人理事長等を務めた。2006年より早稲田大学教授。 ADEKA社外監査役、日本製粉社外監査役、パーク24補欠監査役、公認会計士奥山章雄事務所所長も務める。
　

## 経歴
- 1967年 - 早稲田大学第一商学部卒業
- 1968年 - 監査法人中央会計事務所入所
- 1971年 - 公認会計士登録
- 1977年 - 監査法人中央会計事務所社員就任
- 1983年 - 同代表社員就任
- 1987年～1988年 - 東京大学経済学部非常勤講師。
- 1992年～2001年 - 日本公認会計士協会常務理事、副会長。
- 2001年 - 日本公認会計士協会会長就任
- 2003年～2005年　- 法制審議会臨時委員、金融庁顧問（金融問題タスクフォース）、国立大学法人評価委員会委員
- 2004年 - 日本公認会計士協会会長退任（任期満了）、公認会計士・監査審査会委員。
- 2005年 - 中央青山監査法人理事長就任、産業再生機構産業再生委員会委員、内閣府参与（郵政民営化有識者会議メンバー）。
- 2006年4月 - 早稲田大学大学院会計研究科客員教授（「会計職業倫理とアカウンティング・マインド」を担当）
- 2006年5月 - 中央青山監査法人理事長辞任
- 2007年 - 公認会計士奥山章雄事務所所長
- 2009年4月 - 早稲田大学大学院会計研究科教授（任期付）
- 2009年6月 - ADEKA社外監査役
- 2010年 - 日本製粉社外監査役
- 2011年 - 早稲田大学大学院会計研究科客員教授
- 2018年 - 税理士法人 奥山会計事務所[1]

## 人物
奥山は1967年、早稲田大学商学部を卒業。監査法人として発足したばかりの中央会計事務所（後の中央青山監査法人）に1期生として入所した。日本公認会計士協会の理事、常務理事、副会長を歴任し、2001年から2004年まで同協会の会長を務めた。会長時代には、竹中平蔵金融・経済財政担当大臣（当時）のもと、大手銀行の不良債権処理の進み具合を点検する作業チーム「金融問題タスクフォース」のメンバーとして、金融再生プログラムの監視役を務めた。 
　　

### 諮問機関等への参加
- 日本取締役協会監事、制度インフラと透明性委員会副委員長
- 2003年 - 2005年 - 金融庁顧問(金融問題タスクフォース)、国立大学法人評価委員会委員
- 2005年 - 2006年 - 内閣府参与（郵政民営化有識者会議）、産業再生機構産業再生委員会委員

## 不祥事
2005年5月に中央青山監査法人の理事長に就任したが、同年に発覚したカネボウの粉飾決算事件で、東京地検特捜部は中央青山監査法人と奥山章雄理事長の自宅を捜索した。2006年5月に金融庁は同法人に2か月の業務停止命令を出し、この責任をとる形で奥山章雄は理事長を辞任した。

## 著書

### 共著
- （関正弘、隆島唯夫）『国際会計実務ハンドブック―IASC・APB・FASB等諸基準とわが国会計法制による比較分析』（中央経済社、1987年）
- （斎藤静樹）『現代会計ケース・スタディ』（中央経済社、1992年）
- （八田進二）『監査元年！12の疑問を解くこれが公認会計士監査です』（同文館出版、2004年2月）

### 共編書
- （斎藤昭一）『現代の経理総覧 (第3巻)』（中央経済社、1990年）

## 駐
1. ↑  以上につき所長経歴
2. ↑  「インタビュー 日本公認会計士協会 奥山章雄会長に聞く 繰り延べ税金資産否認は基準の宿命 監査と検査の乖離の集積が足利銀に」『月刊金融ジャーナル 45巻3号』p13-15 2004年3月
3. ↑  「敗軍の将、兵を語る　人：奥山　章雄　氏［中央青山監査法人理事長］　粉飾に関与、まだ信じられない」『日経ビジネス　1312号』p149-152 2005年10月